# 環球
| ウィキペディアには「環球」という見出しの百科事典記事はありません（タイトルに「環球」を含むページの一覧/「環球」で始まるページの一覧）。 代わりにウィクショナリーのページ「zh:環球」が役に立つかもしれません。 |